# Astaena negligens
Astaena negligens är en skalbaggsart som beskrevs av Frey 1973. Astaena negligens ingår i släktet Astaena och familjen Melolonthidae. Inga underarter finns listade.